# Newark, Ohio
Newark är administrativ huvudort i Licking County i delstaten Ohio. Orten har fått sitt namn efter Newark i New Jersey. Vid 2020 års folkräkning hade Newark 49 934 invånare.

## Kända personer från Newark
- Edward Roye, politiker, Liberias president 1870–1871
- James F. Wilson, politiker